# Khanazir
Khanazir (tiếng Ả Rập: الأشرفية خنازير, còn được gọi là Ashrafiyah) là một ngôi làng Syria nằm ở Awj Nahiyah ở quận Masyaf, Hama. Theo Cục Thống kê Trung ương Syria (CBS), Khanazir có dân số 397 người trong cuộc điều tra dân số năm 2004. Cư dân của nó chủ yếu là Alawites.